# سنگ نگاره‌های جوباده
سنگ نگاره‌های جوباده مربوط به دوران‌های تاریخی پس از اسلام است و در شهرستان خمین، بخش کمره، دهستان حمزه لو، روستای جوباده واقع شده و این اثر در تاریخ ۱۸ اسفند ۱۳۸۷ با شمارهٔ ثبت ۲۵۰۴۸ به‌عنوان یکی از آثار ملی ایران به ثبت رسیده است.